# Anfiteatro de Poitiers
El Anfiteatro de Poitiers, a veces llamado Arena de Poitiers o Palacio de Galieno de Poitiers, es un anfiteatro romano construido en el siglo I o II en Poitiers (Limonum Pictonum), en el actual departamento francés de Vienne.
El anfiteatro es uno de los más grandes de la Galia, ya que mide aproximadamente 155,80 m × 130,50 m. Se construyó probablemente en la primera mitad del siglo I y está situado al sur y alejado de la ciudad antigua. En desuso a finales de la Antigüedad, fue destruido o absorbido por las viviendas. Sus restos fueron clasificados como monuments histórico entre 1840 y 1962. 

## Ubicación y contexto histórico

El anfiteatro en el sistema vial moderno.

La antigua ciudad de Limonum está construida sobre un espolón que domina una parte del valle del Clain, en la confluencia con el Boivre. Es el sucesor, en el mismo lugar, de un oppidum protohistórico. El anfiteatro está situado al sur de la ciudad antigua, fuera de la zona edificada, y su eje principal está orientado al norte-noreste-sur-suroeste, respetando también la dirección de los cardos.
En el sistema vial moderno, la rue (calle) Magenta atraviesa el monumento a lo largo de su eje principal y otras tres vías confluyen en el centro de su arena. Por último, otras tres calles subrayan la curvatura de su cávea, una en el borde de sur a este, las otras dos en el centro de las gradas en toda la mitad occidental.

## Historia

### Antigüedad

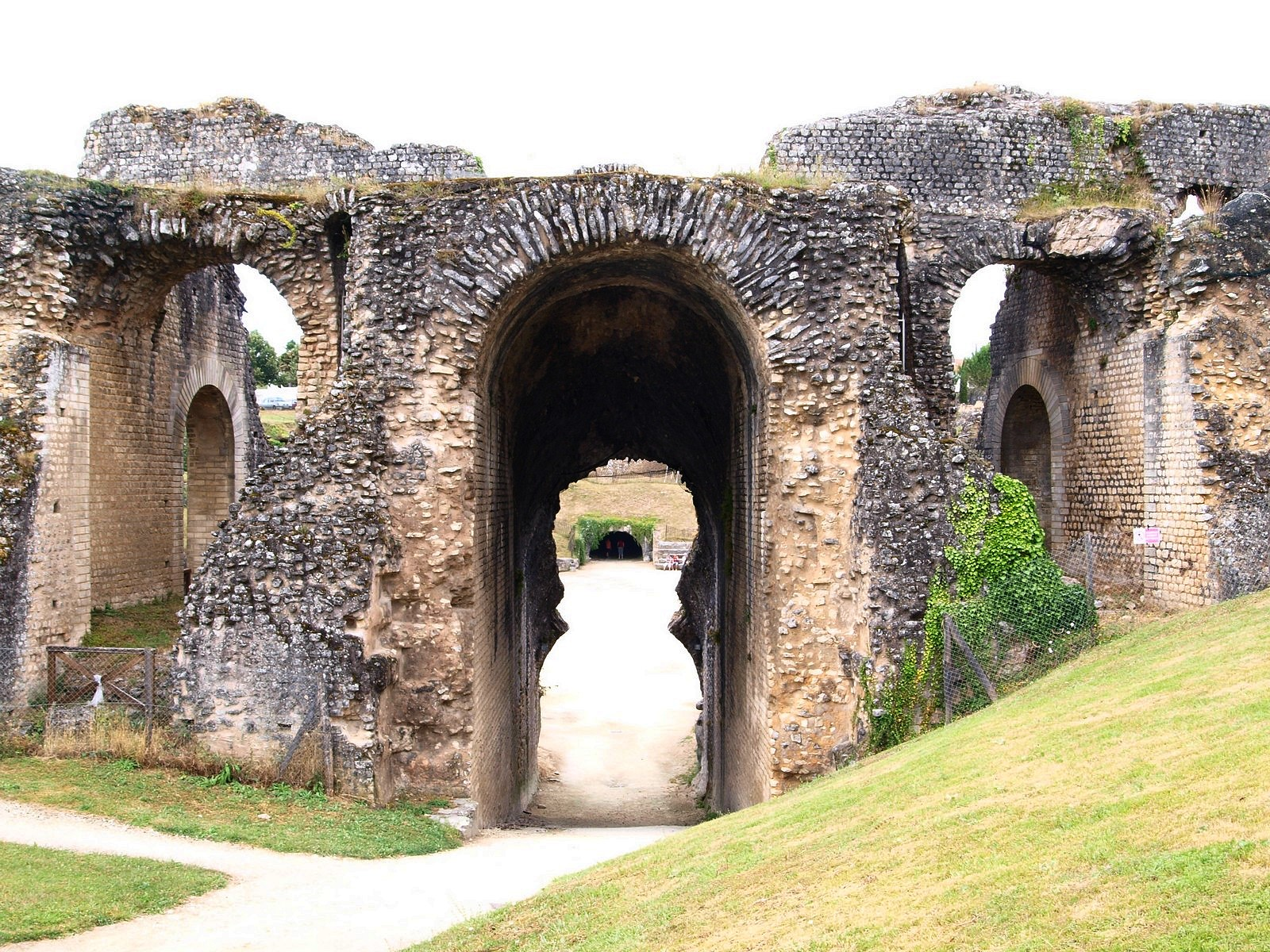
Bóveda del anfiteatro de Saintes.

La arena está fechada en el siglo II d. C., según la reseña del Ministerio de Cultura que se la dedica, «hacia principios de siglo, y bajo los emperadores Adriano o Antonino», tiempo estimado en 1844 por Antonin Bourgnon de Layre, miembro de la Société des antiquaires de l'Ouest, y Sin embargo, Jean-Claude Golvin, director de investigación del CNRS, revisa esta apreciación y data el edificio en «la primera mitad del siglo I», durante la época julio-claudia, basándose en características arquitectónicas comparables a las de otros anfiteatros con una cronología bien establecida, como el de Saintes. Poitiers era entonces la capital de la ciudad de los pictones, bajo dominio romano.
El edificio fue probablemente transformado en una ciudadela por los visigodos. Las invasiones bárbaras del siglo V, según Mangon de la Lande y Antonin Bourgnon de Layre, habrían conducido progresivamente a la ruina del anfiteatro, hacia finales del siglo.

### De la Edad Media a la Revolución Francesa
En la Edad Media, el anfiteatro de Poitiers era conocido como la «Arena de Poitiers» por sinécdoque o, Al menos desde el XIV, el emplazamiento del anfiteatro, todavía imponente, estaba ocupado por diversas viviendas y jardines privados. Escritos del 6 de febrero de 1624 atestiguan la existencia, en esa época, de numerosas arcadas y bóvedas. En 1757, los monjes de la abadía de Noaillé mencionan tres arcadas.

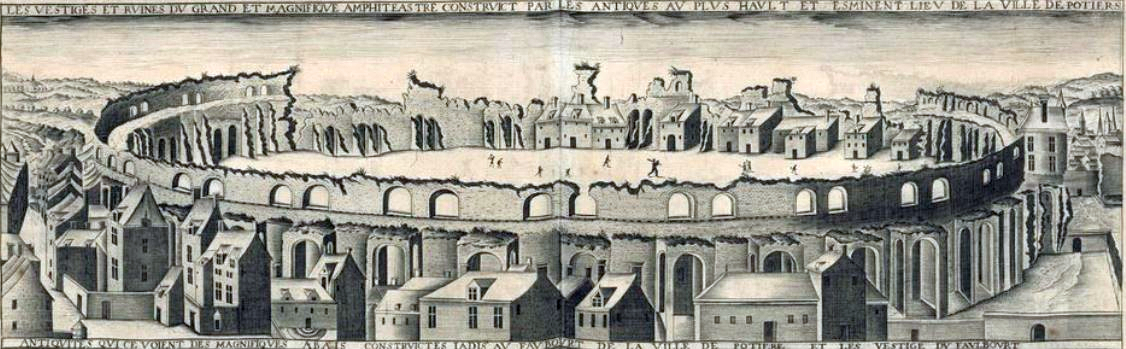
Evocación de Claude Chastillon.

### En los siglosXIXyXX
En 1844, sólo quedaba un arco visible. En enero de 1857, los Hospicios de Poitiers, beneficiarios de un contrato de una enfiteusis desde 1757 y entonces propietarios del anfiteatro, se deshicieron de los restos del monumento: rápidamente se construyeron edificios residenciales en el sitio del antiguo edificio.
La primera clasificación como monumento histórico, relativa a «las arenas» sin más detalles, se hizo en la lista de 1840; se completó en 1935 (restos supervivientes) y 1962 (ciertos restos en el subsuelo).

### El anfiteatro en elsigloXXI
Los únicos restos aún visibles se encuentran en la calle Bourcani con las bóvedas radiadas del primer y segundo nivel de arcadas, pero se conservan varios elementos de muros y bóvedas en las casas de la calle Arènes romaines y de la calle Magenta, así como en sus sótanos.
Del 6 de abril de 2021 al 2 de junio de 2022, el INRAP organiza una exposición titulada «Du Colisée à l’amphithéâtre de Poitiers» (Del Coliseo al anfiteatro de Poitiers) en el Espace Mendès France de Poitiers.

## Descripción

### Características generales
El anfiteatro tiene forma elíptica; su semieje mayor mide 155,80 m y su semieje menor 130,50 m. Su altura podía alcanzar los 35 m desde el nivel de la arena (ligeramente excavada en el suelo) hasta la parte superior del edificio. Es uno de los mayores anfiteatros romanos de la Galia  junto con los de Tours (156 x 134 m) y Autun (154 x 130 m). Según el capitán Charles Mangon de La Lande, el anfiteatro podía acoger a unas 22 000 personas;  otras estimaciones establecen su capacidad en 30 000.
En cada extremo, al norte y al sur, hay un gran vomitorio inclinado y arqueado que da acceso a la arena hundida, mientras que el eje este-oeste tiene dos entradas más pequeñas.

## Arquitectura
Los muros radiales del anfiteatro están construidos en pequeñas unidades regulares de piedra de escombros sin el uso de terracota arquitectónica; los muros anulares utilizan el mismo tipo de mampostería pero la construcción es menos cuidadosa y las unidades menos regulares. Esta diferencia parece estar relacionada con el hecho de que varios equipos de albañiles trabajaron simultáneamente, cada uno con su propia técnica de construcción. Las bóvedas de los arcos están construidas con piedras planas colocadas de forma radial para seguir la forma de la bóveda. El muro frontal parece estar construido con grandes bloques, ya sea en su totalidad o solo a nivel de algunos arcos, pero esta hipótesis no es verificable, ya que todos los restos han desaparecido. Las terrazas son accesibles a través de una serie de galerías en varios niveles, conectadas por escaleras interiores, pero no se puede atestiguar la existencia de una galería periférica en la planta baja, considerada por Bourgnon de Layre.

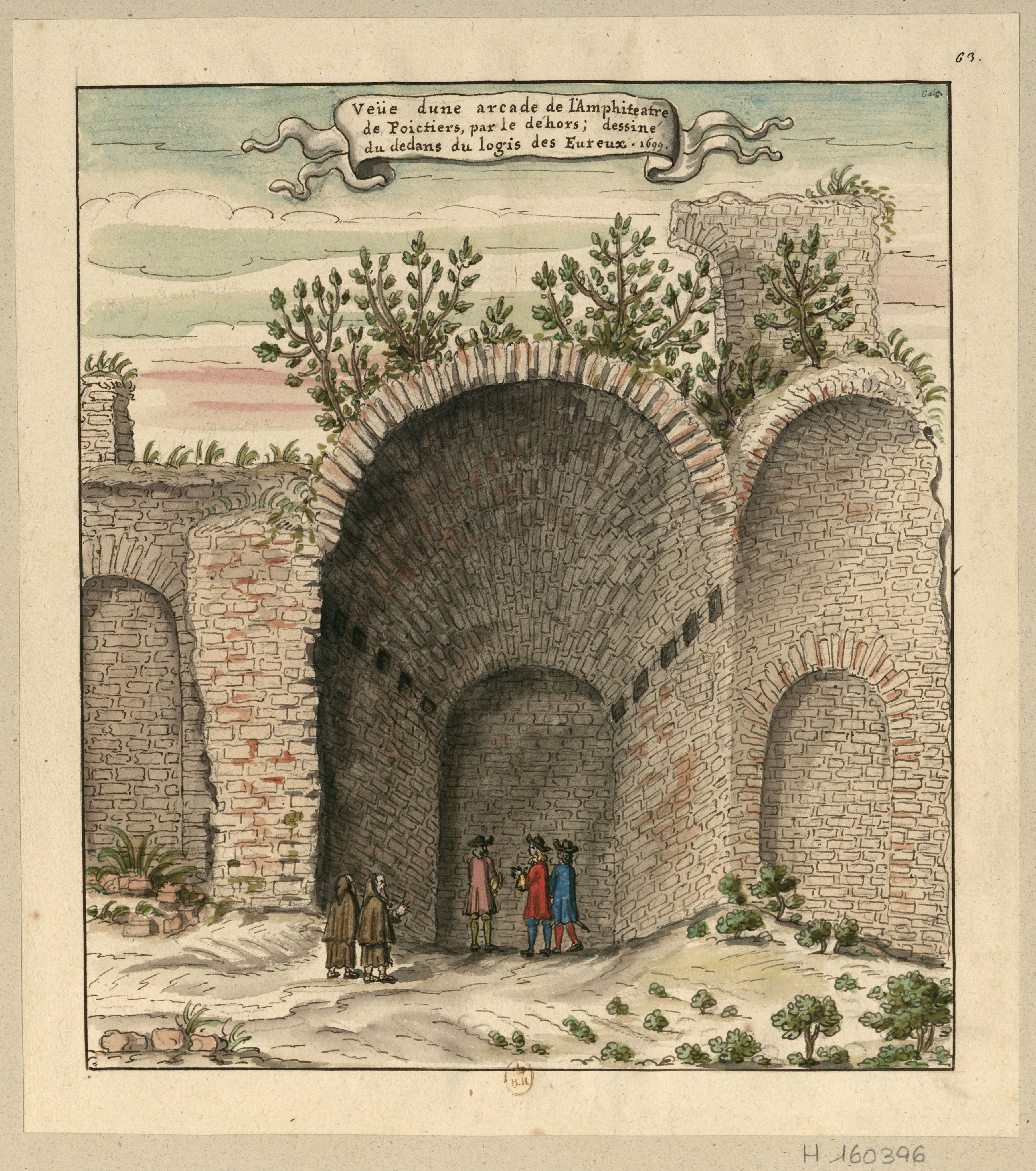
Acuarela de Louis Boudan, 1699.
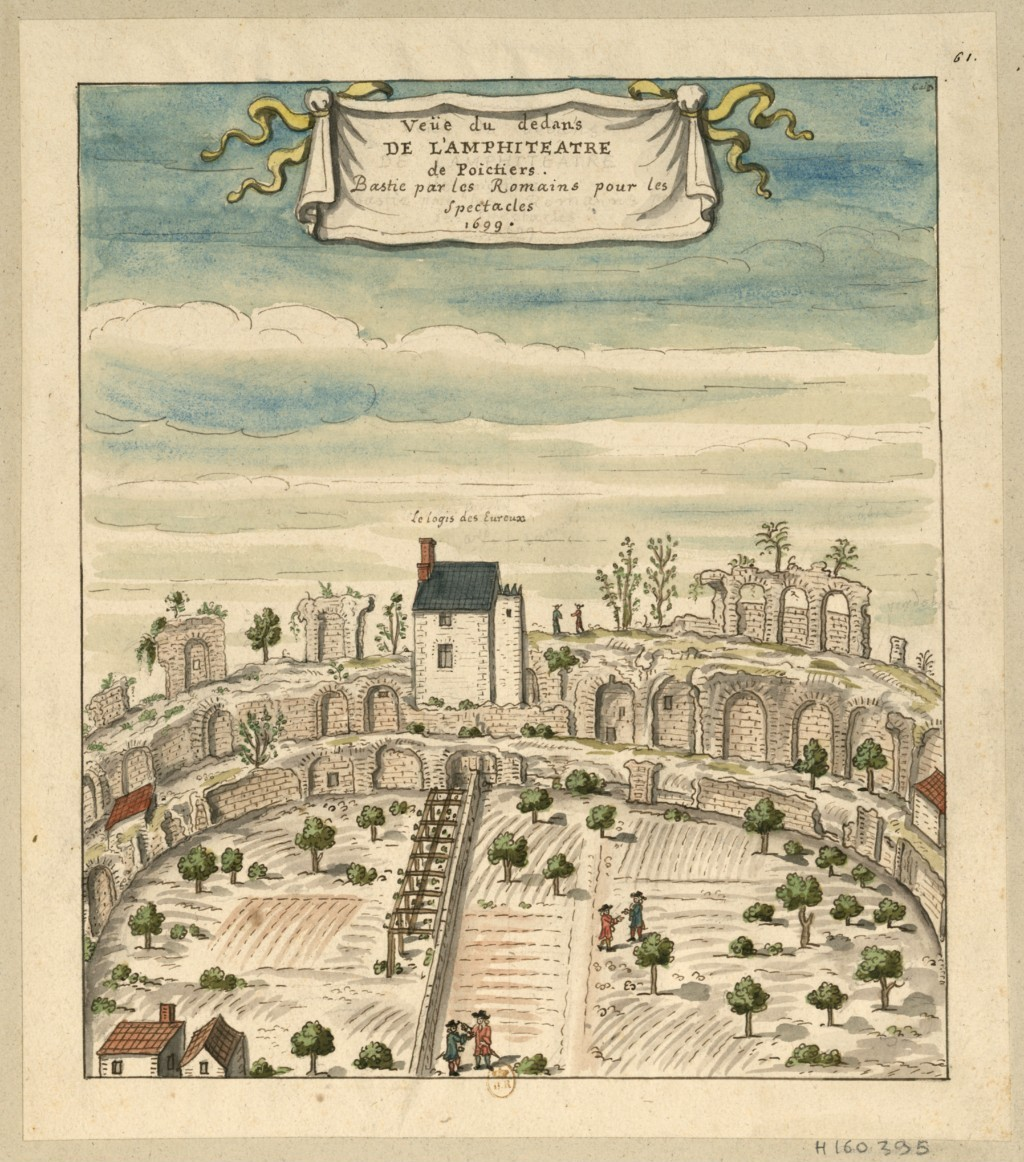
Acuarela de Louis Boudan, 1699.
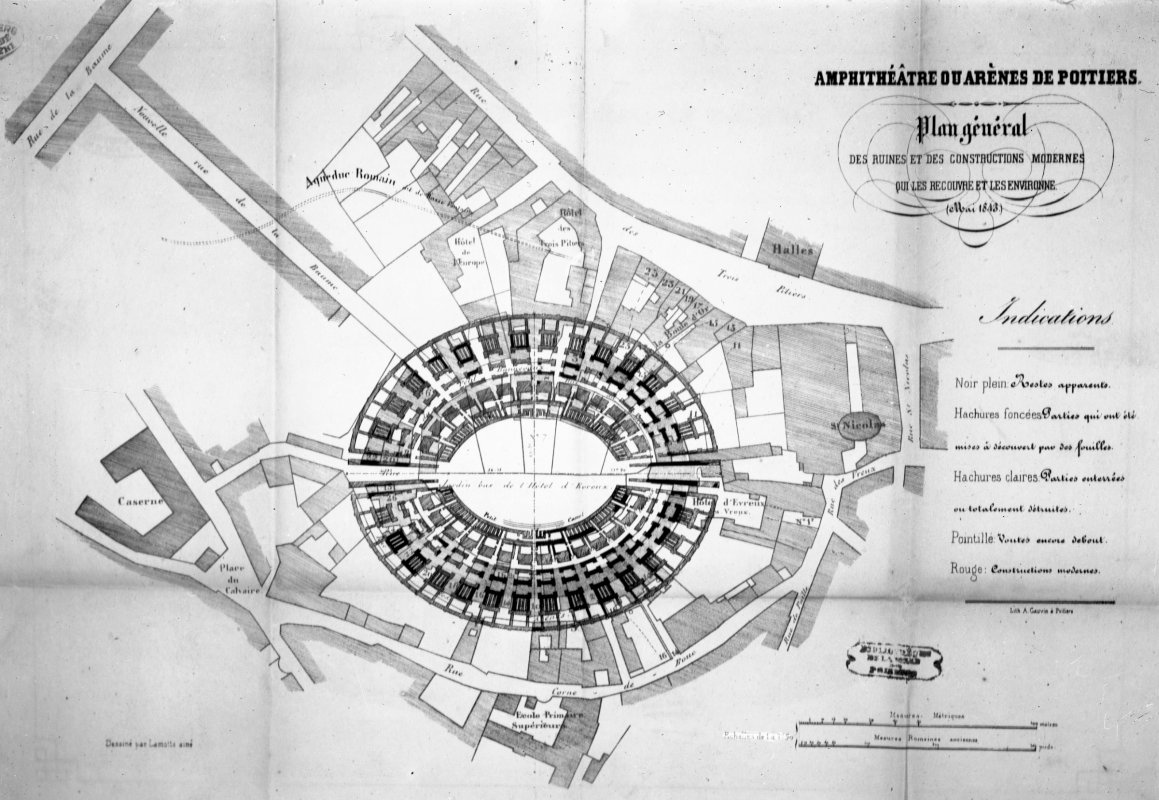
Plano grande de Lamotte, 1843.
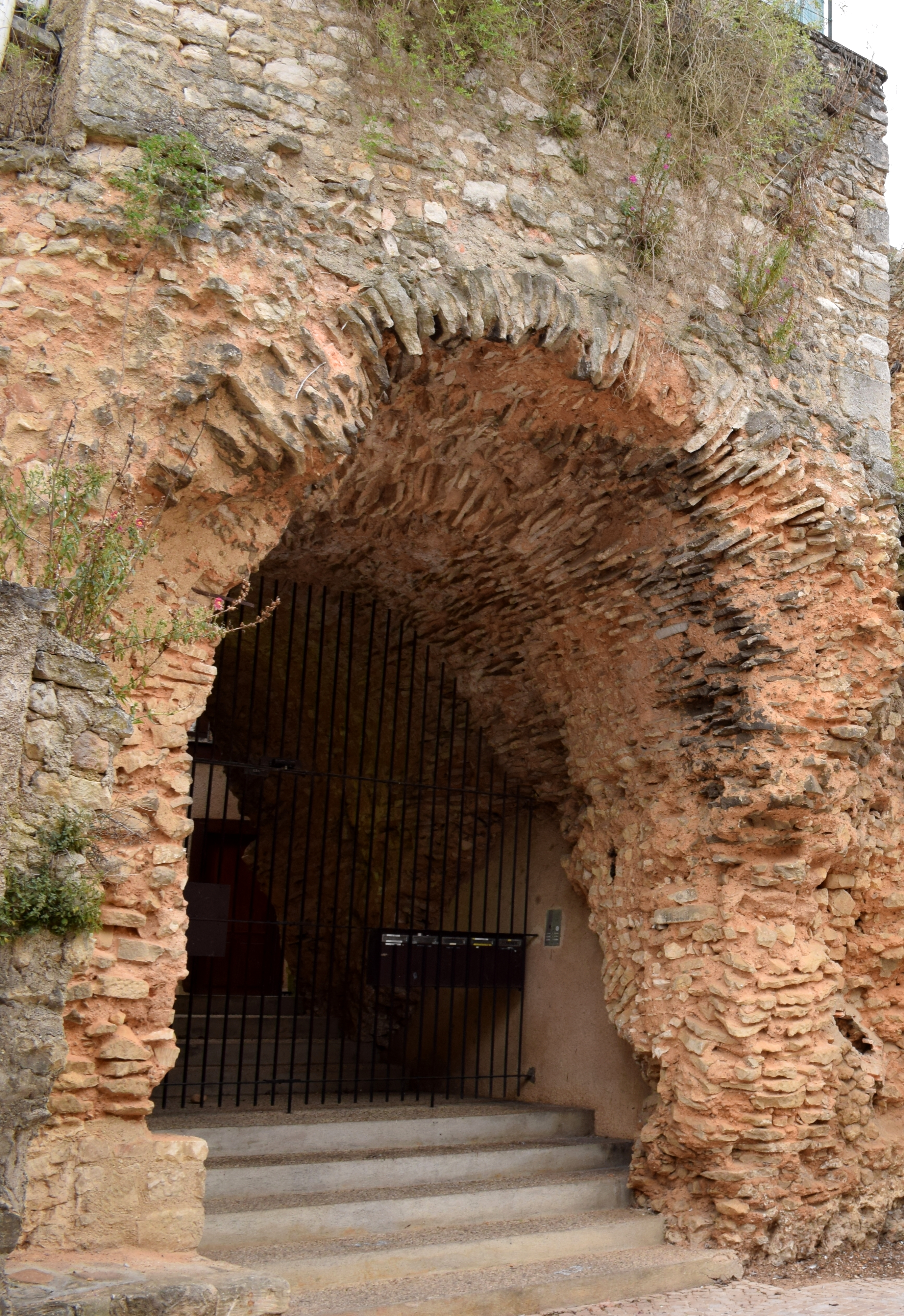
Primer nivel de arcadas 6, rue Bourcani.
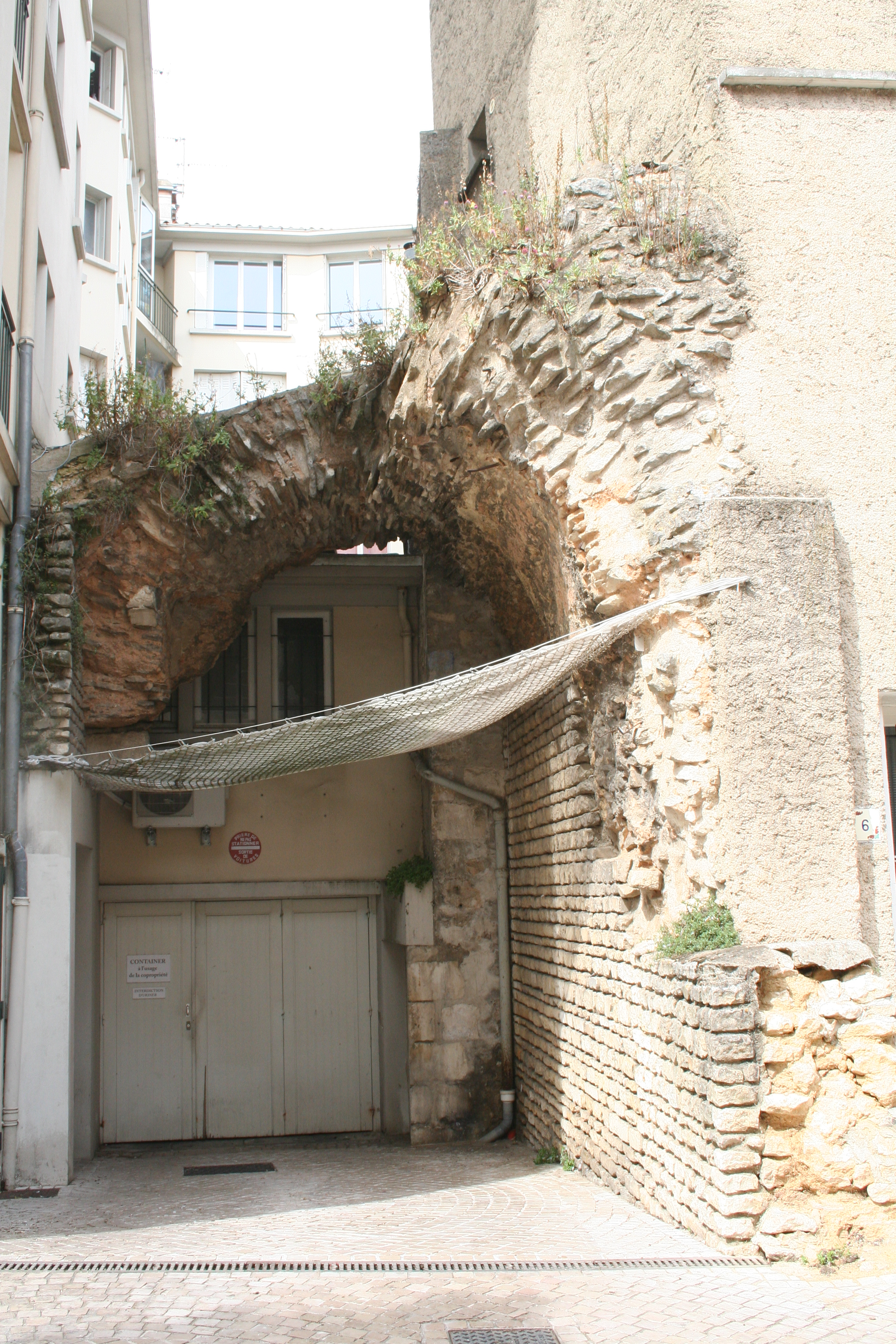
Primer nivel de arcadas 8, rue Bourcani.
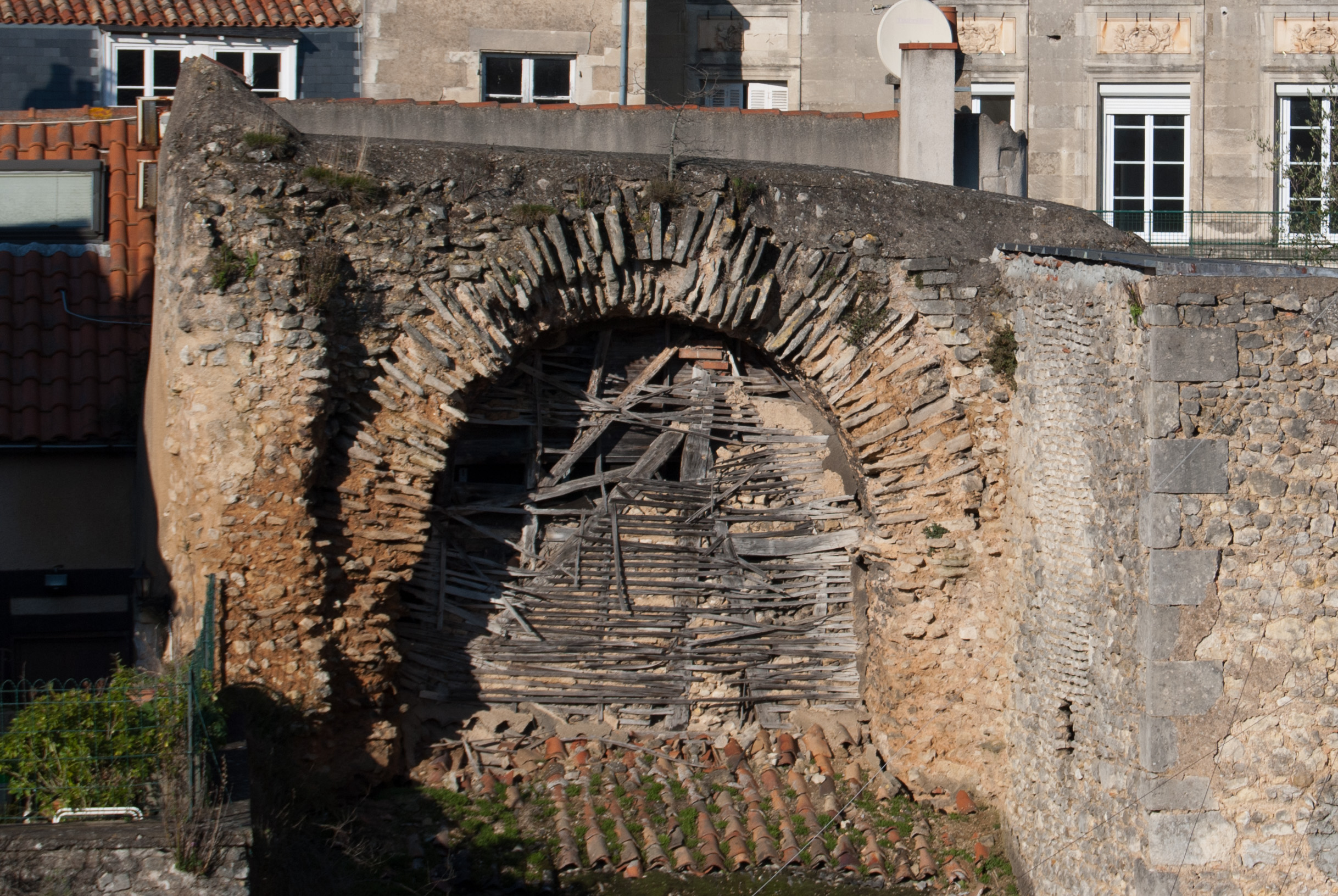
Segundo nivel de arcadas 6, rue Bourcani.